# كارشالتون أثلتيك
نادي كارشالتون أثلتيك (بالإنجليزية: .Carshalton Athletic F.C)‏ هو نادي كرة قدم إنجليزي مقره في كارشالتون في منطقة ساتون بلندن.